# Georg Sigismund Nostitz
Georg Sigismund, baron von Nostitz (ur. 1672, zm. 1751), saski dworzanin (Kammerherr) i dyplomata z rodu ziemian śląskich.
W latach 1709–1714 był saskim reprezentantem posłem w Elektoracie Hanoweru. W roku 1712 August II Mocny przyznał mu tytuł hrabiowski.
W latach 1714–1718 Nostitz był saskim posłem nadzwyczajnym w Londynie. Rodzina von Nostitz posiadała wieś Ręszów w latach 1541-1715, a do 1742 także Piotrowice Świdnickie.